# Sundtjärnen (Ore socken, Dalarna)
Sundtjärnen är en sjö i Rättviks kommun i Dalarna och ingår i Dalälvens huvudavrinningsområde.